# Кохани (Бихор)
Кохани (рум. Cohani) насеље је у Румунији у округу Бихор у општини Абрам. Oпштина се налази на надморској висини од 146 m.

## Становништво
Према подацима из 2002. године у насељу је живело 128 становника.

### Попис2002.
| Расподела становништва по националности 2002.‍ | Расподела становништва по националности 2002.‍ | Расподела становништва по националности 2002.‍ | Расподела становништва по националности 2002.‍ | Расподела становништва по националности 2002.‍ |
| --------------------------------------------- | --------------------------------------------- | --------------------------------------------- | --------------------------------------------- | --------------------------------------------- |
|                                               |                                               |                                               |                                               |                                               |
| Румуни                                        | Румуни                                        |                                               | 114                                           | 89,1%                                         |
| Мађари                                        | Мађари                                        |                                               | 14                                            | 10,9%                                         |